# G20 del 2020
Il G20 del 2020 è stato il quindicesimo meeting del Gruppo dei Venti (G20), tenutosi il 21 e 22 novembre 2020. Ufficialmente previsto a Riad, in Arabia Saudita, la riunione si è tuttavia dovuta tenere virtualmente a causa della Pandemia da COVID-19. Essa è stata guidata dal Re saudita Salman.

## Partecipanti

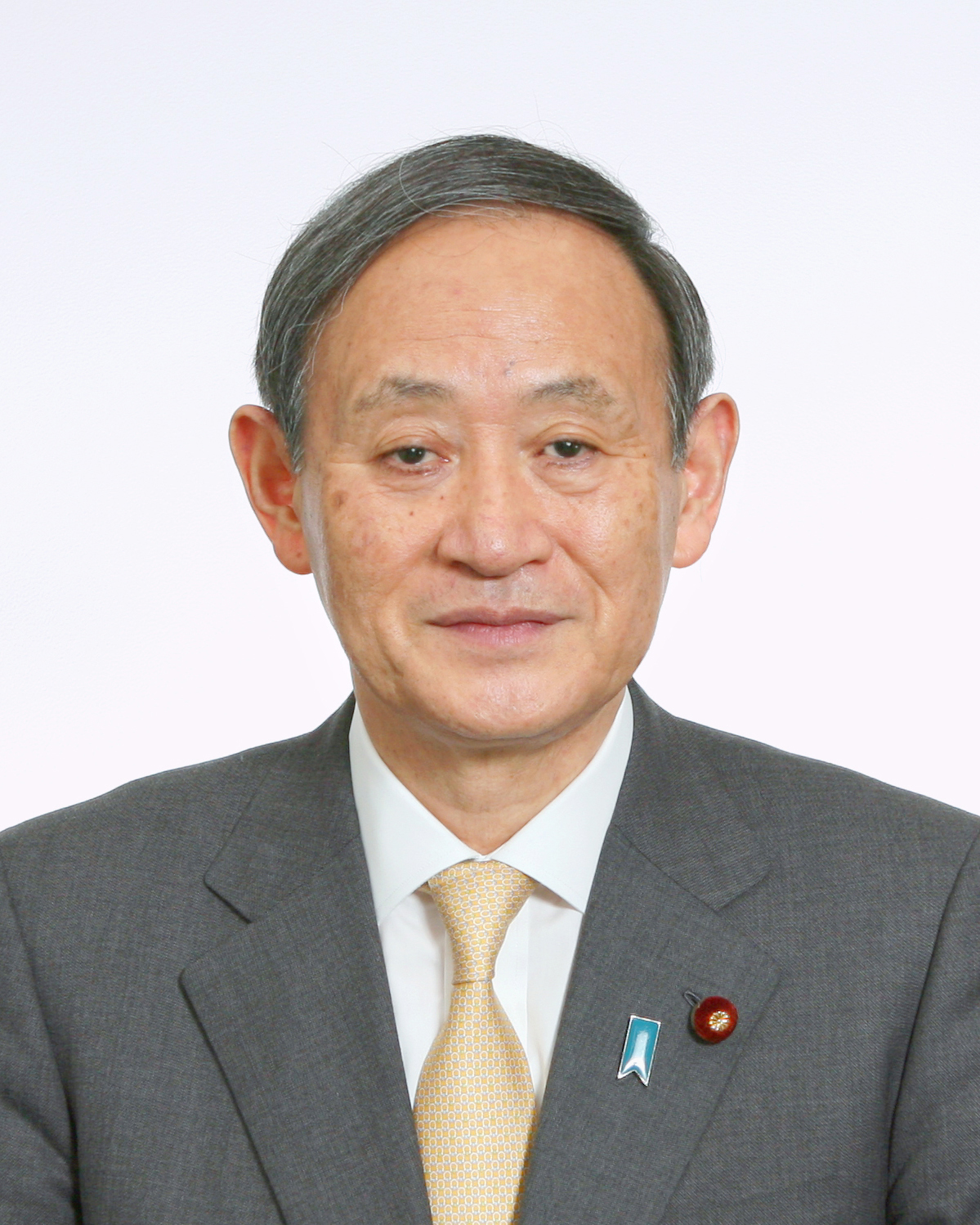
JPN Yoshihide Suga, Primo ministro
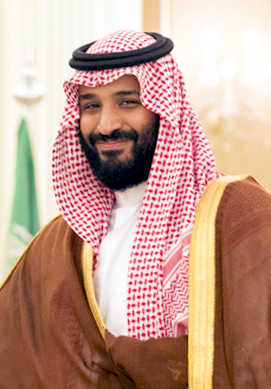
SAU Mohammad bin Salman, Principe della Corona
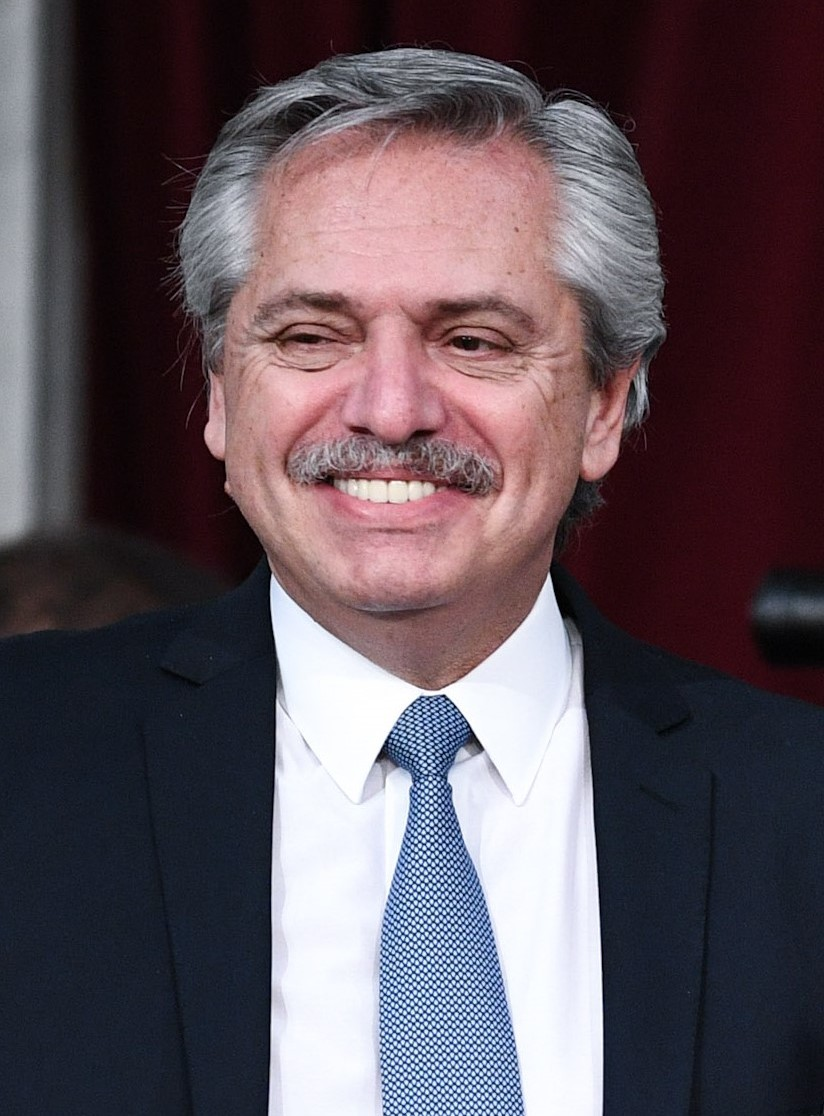
ARG Alberto Fernández, Presidente
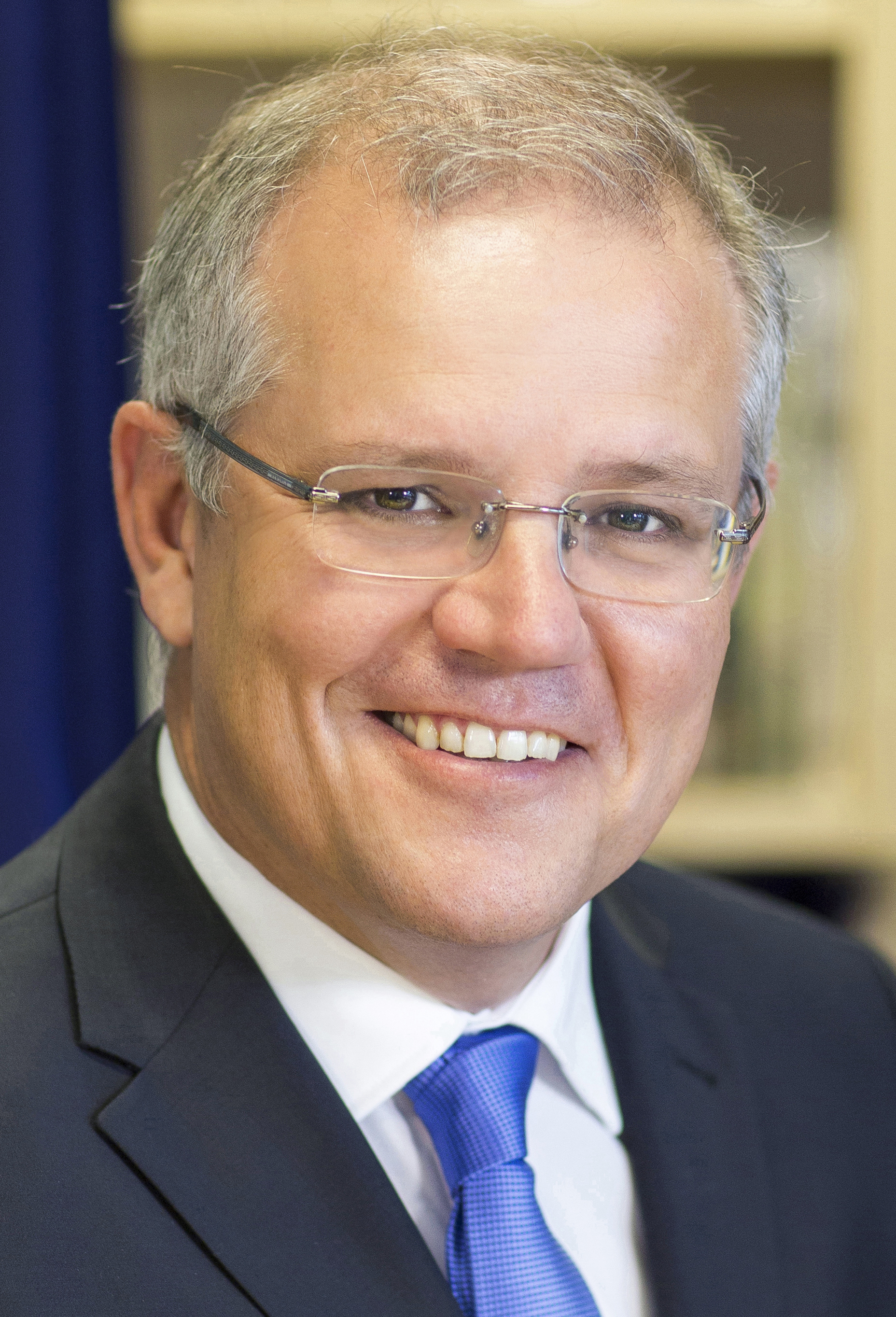
AUS Scott Morrison, Primo ministro
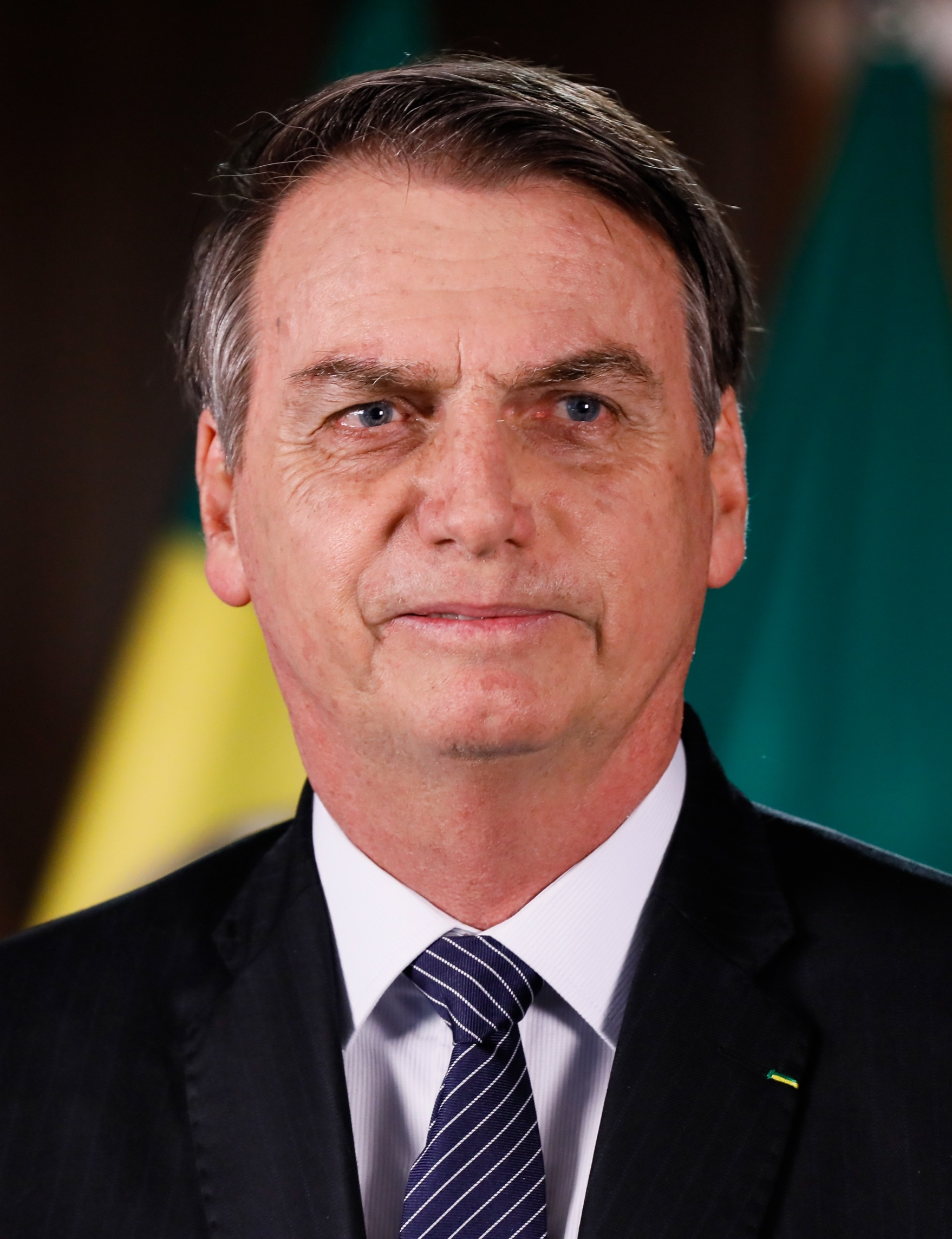
BRA Jair Bolsonaro, Presidente
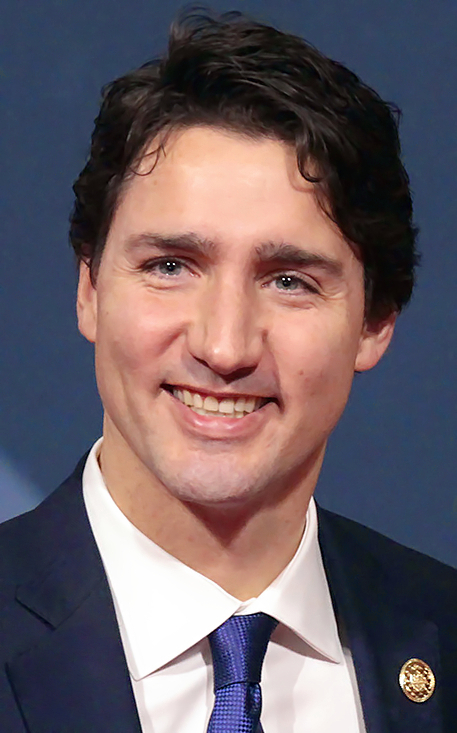
CAN Justin Trudeau, Primo ministro
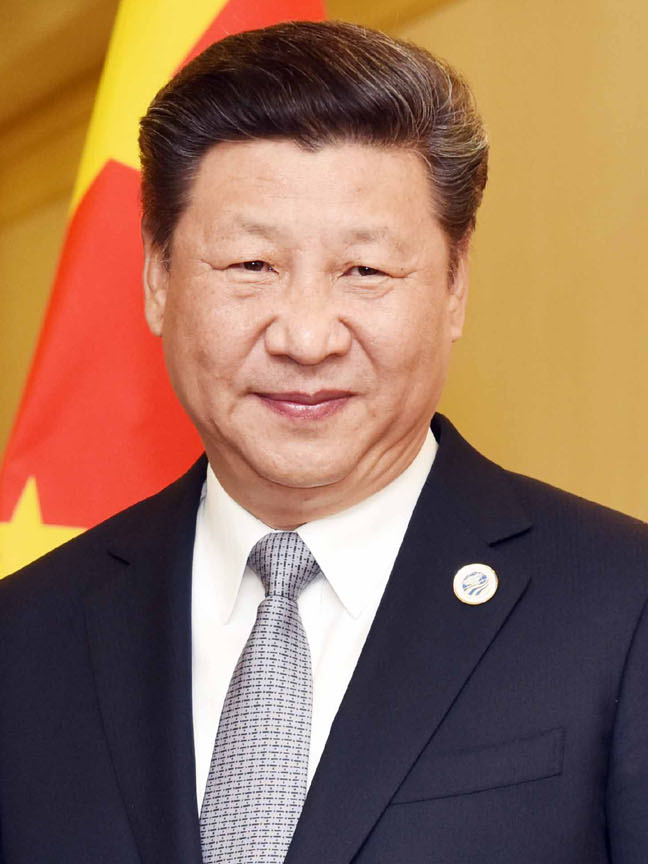
CHN Xi Jinping, Presidente
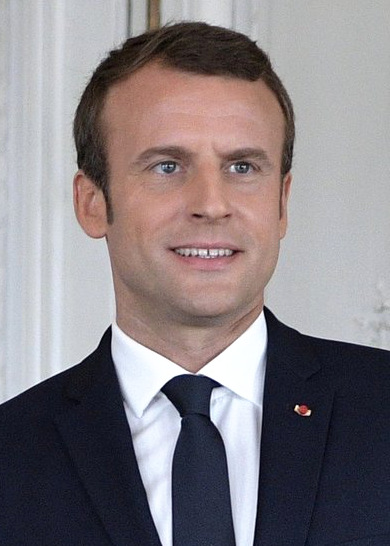
FRA Emmanuel Macron, Presidente
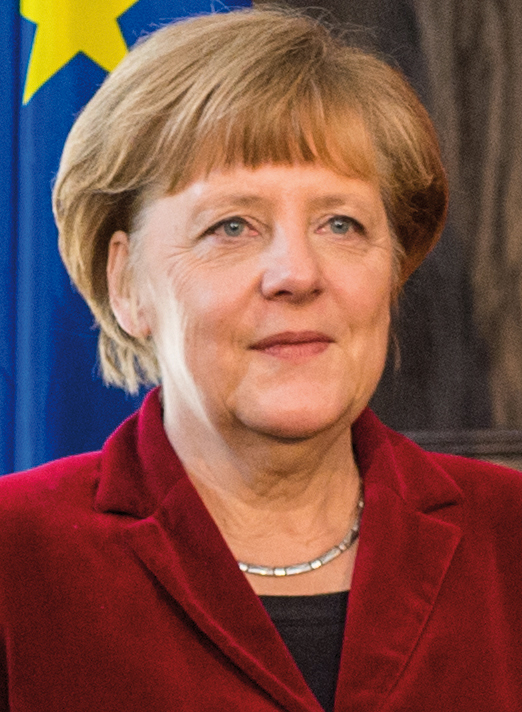
DEU Angela Merkel, Cancelliera
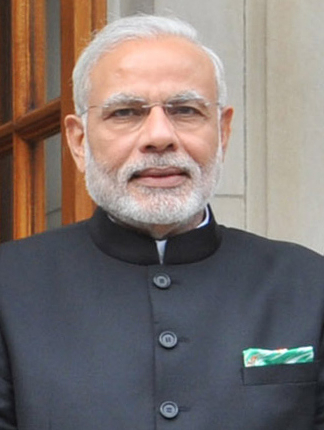
IND Narendra Modi, Primo ministro
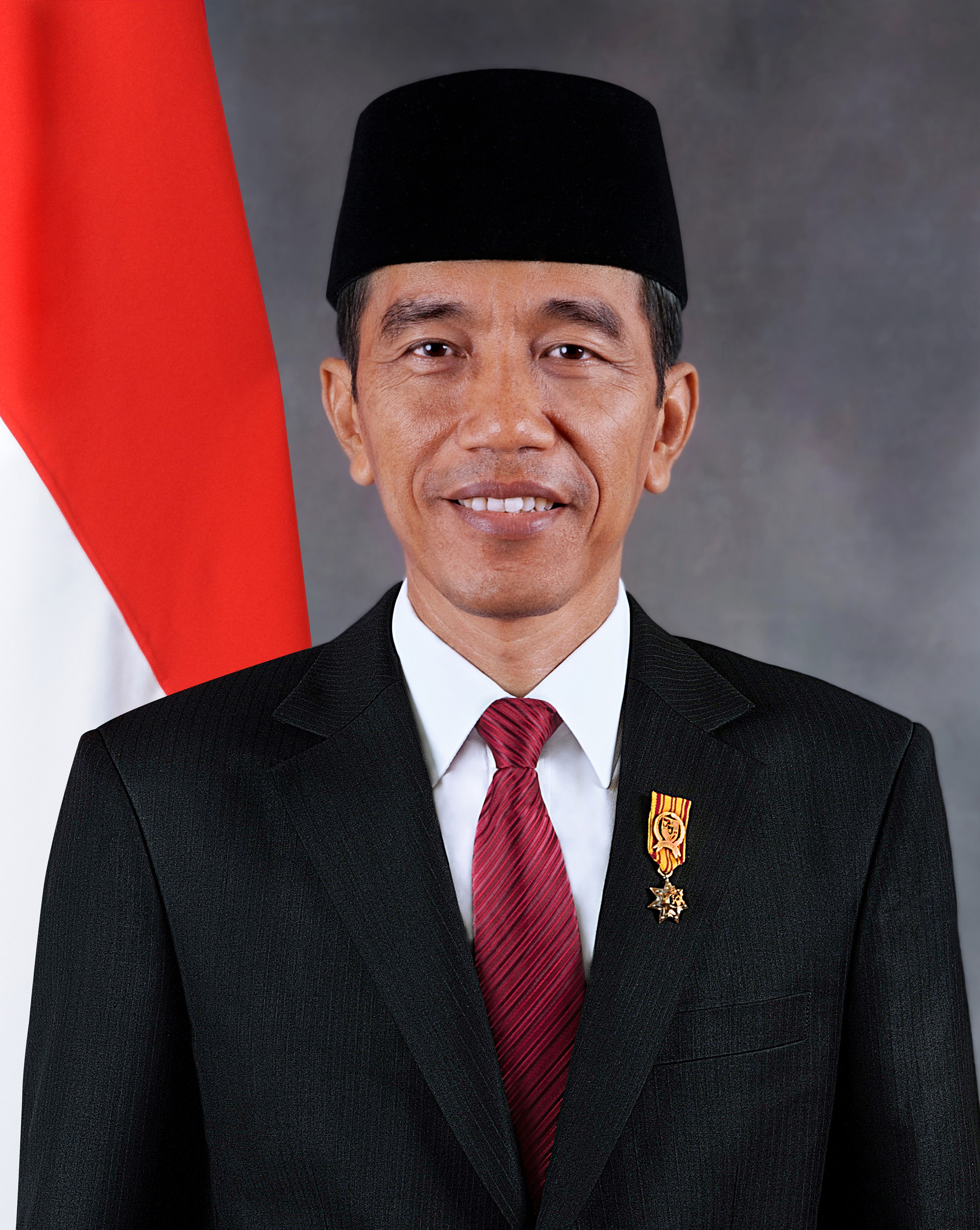
IDN Joko Widodo, Presidente
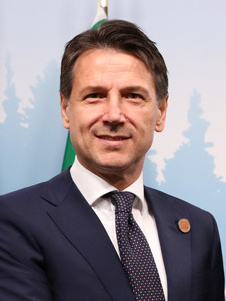
ITA Giuseppe Conte, Presidente del Consiglio
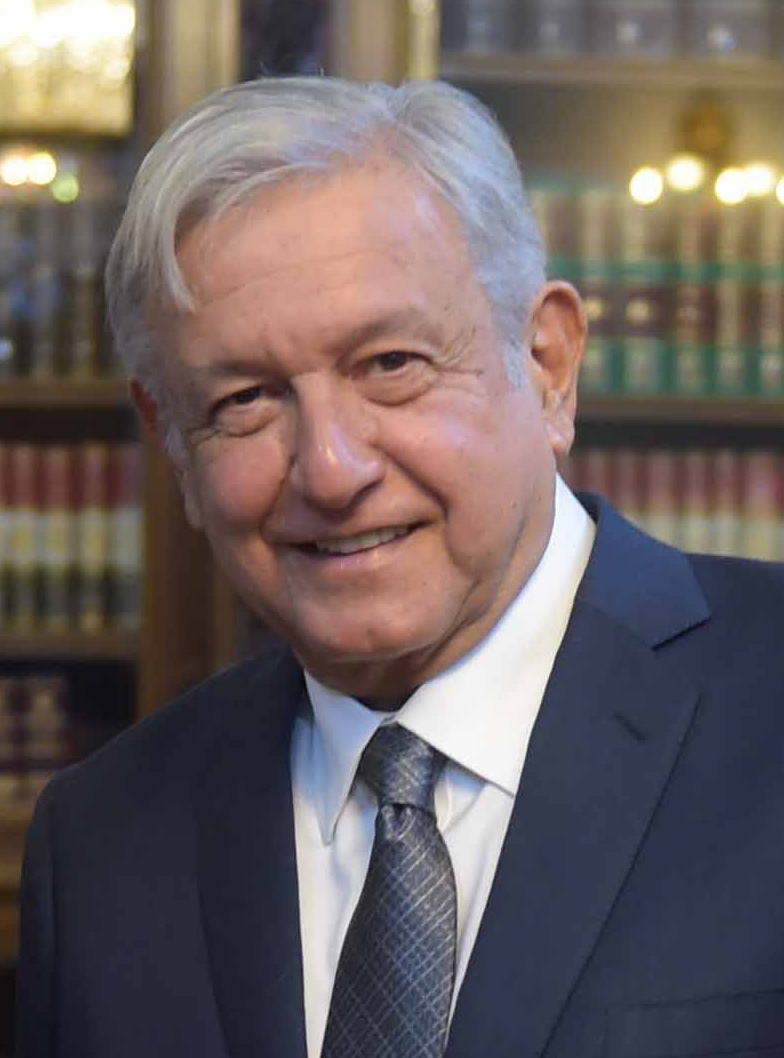
MEX Andrés Manuel López Obrador, Presidente
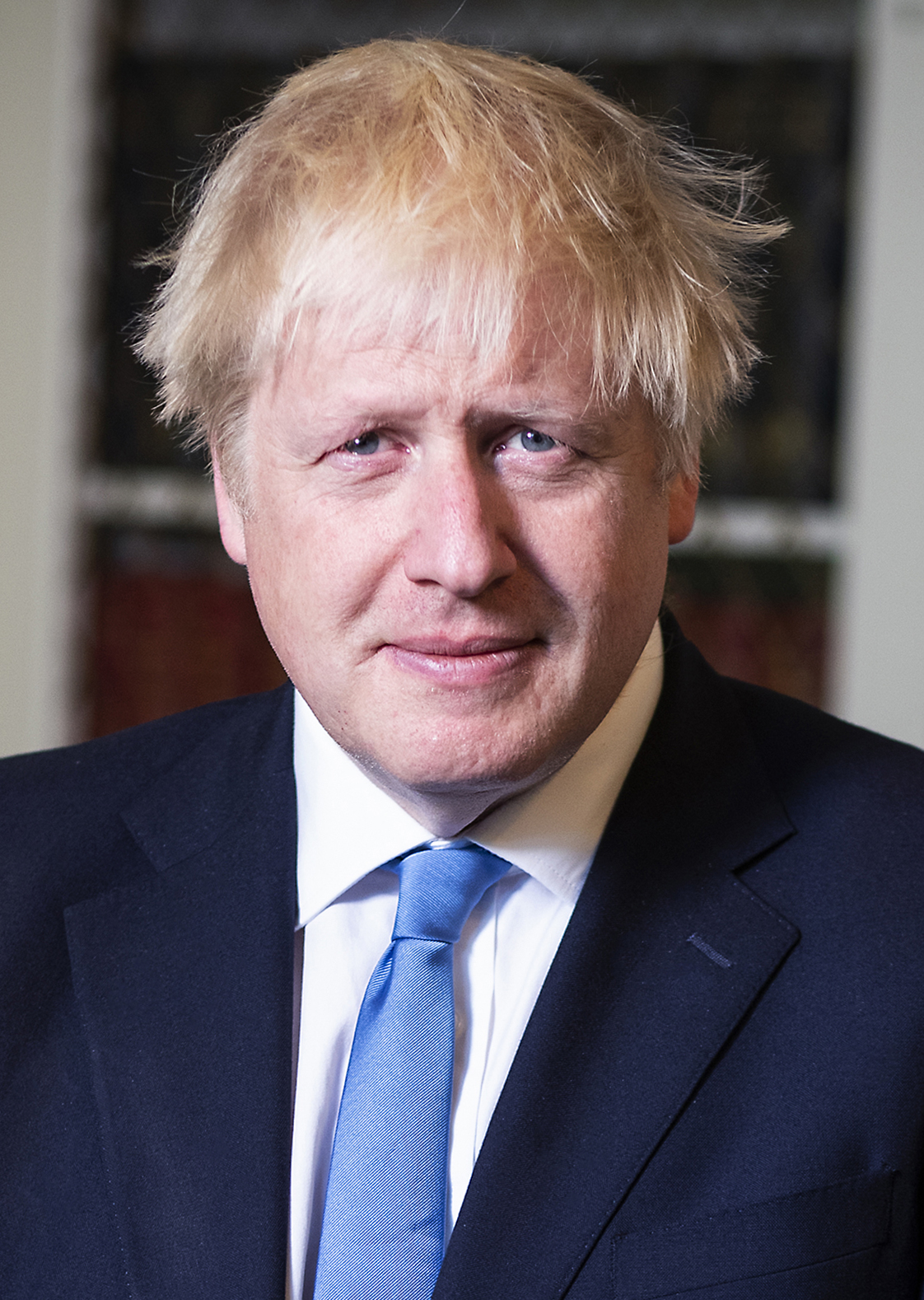
' Boris Johnson, Primo ministro
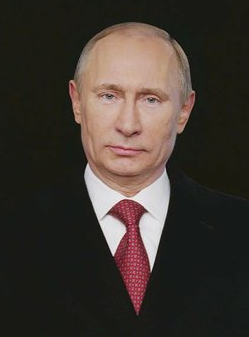
RUS Vladimir Putin, Presidente
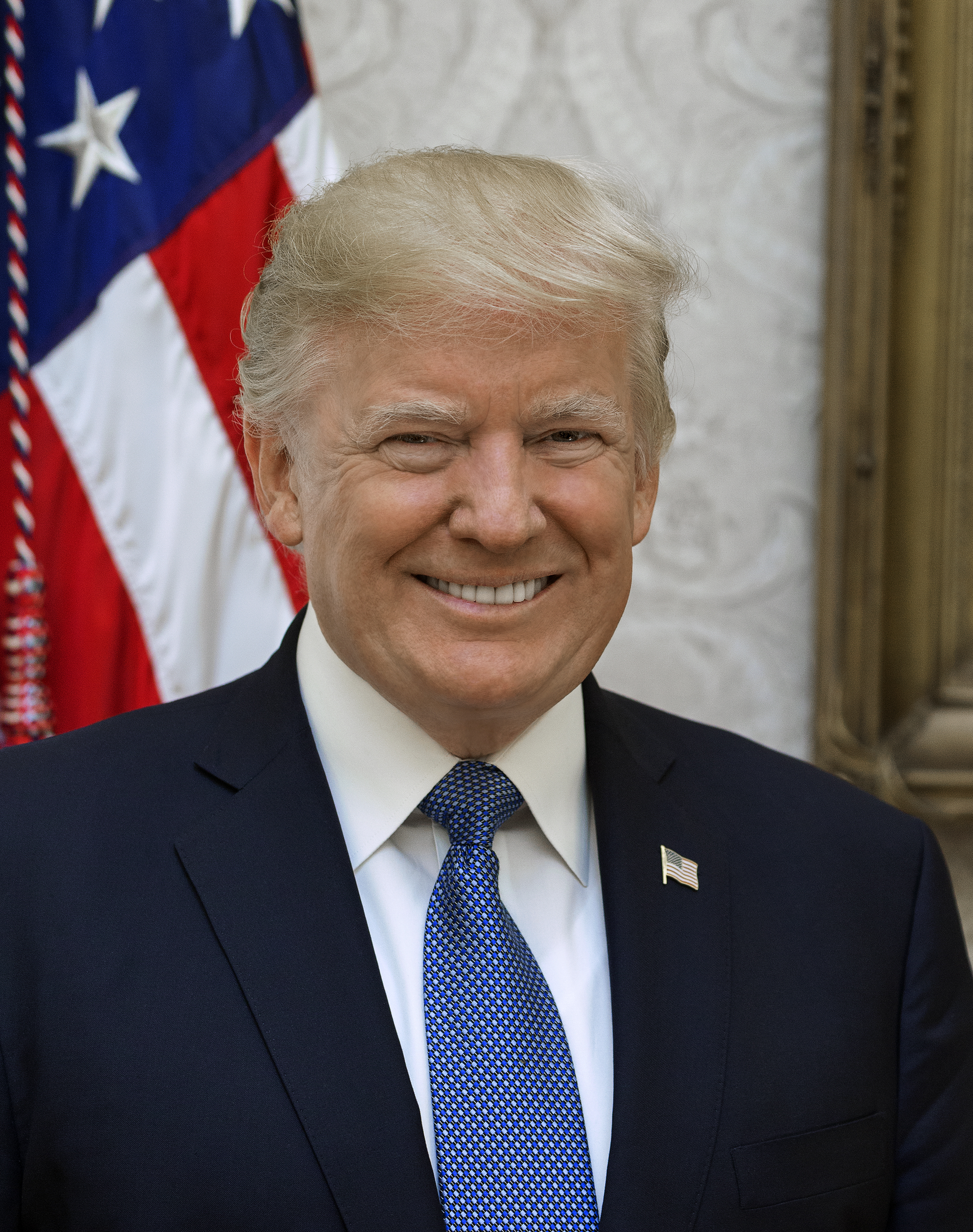
USA Donald Trump, Presidente
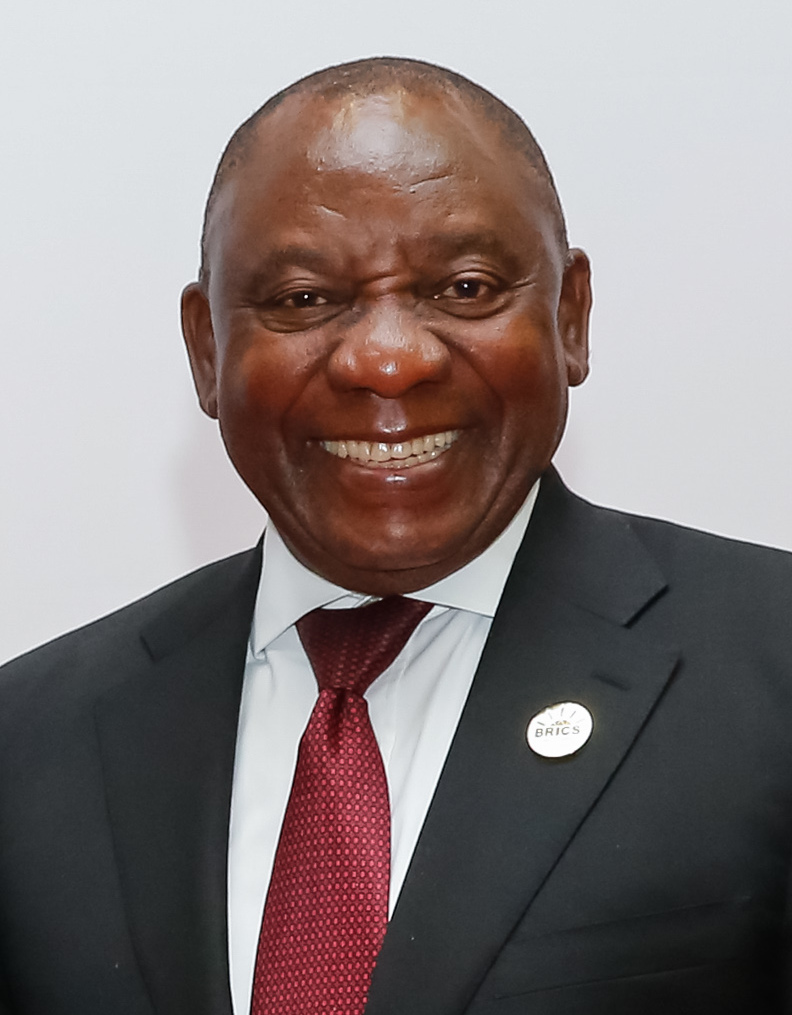
ZAF Cyril Ramaphosa, Presidente
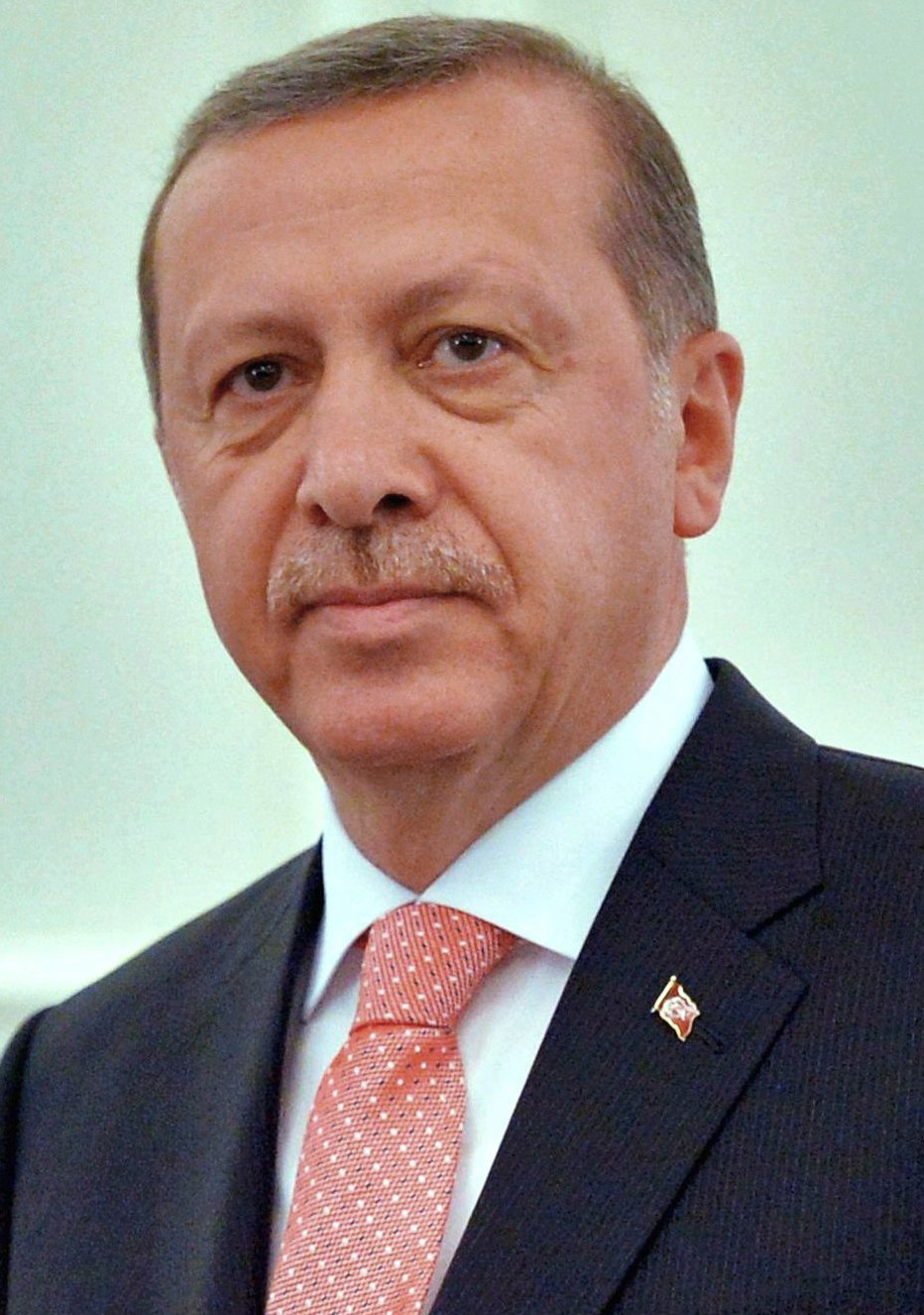
TUR Recep Tayyip Erdoğan, Presidente
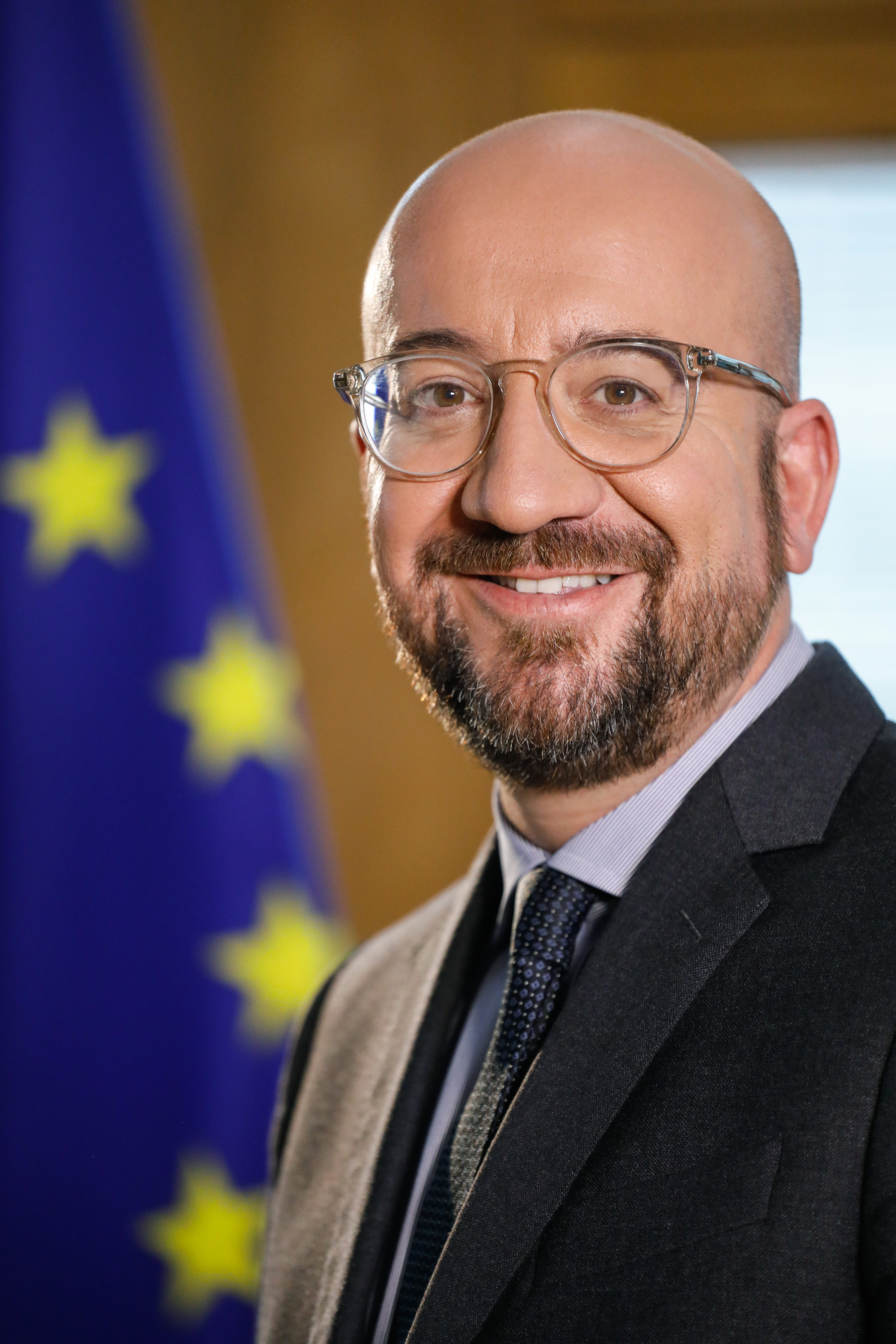
' Charles Michel, Presidente del Consiglio europeo
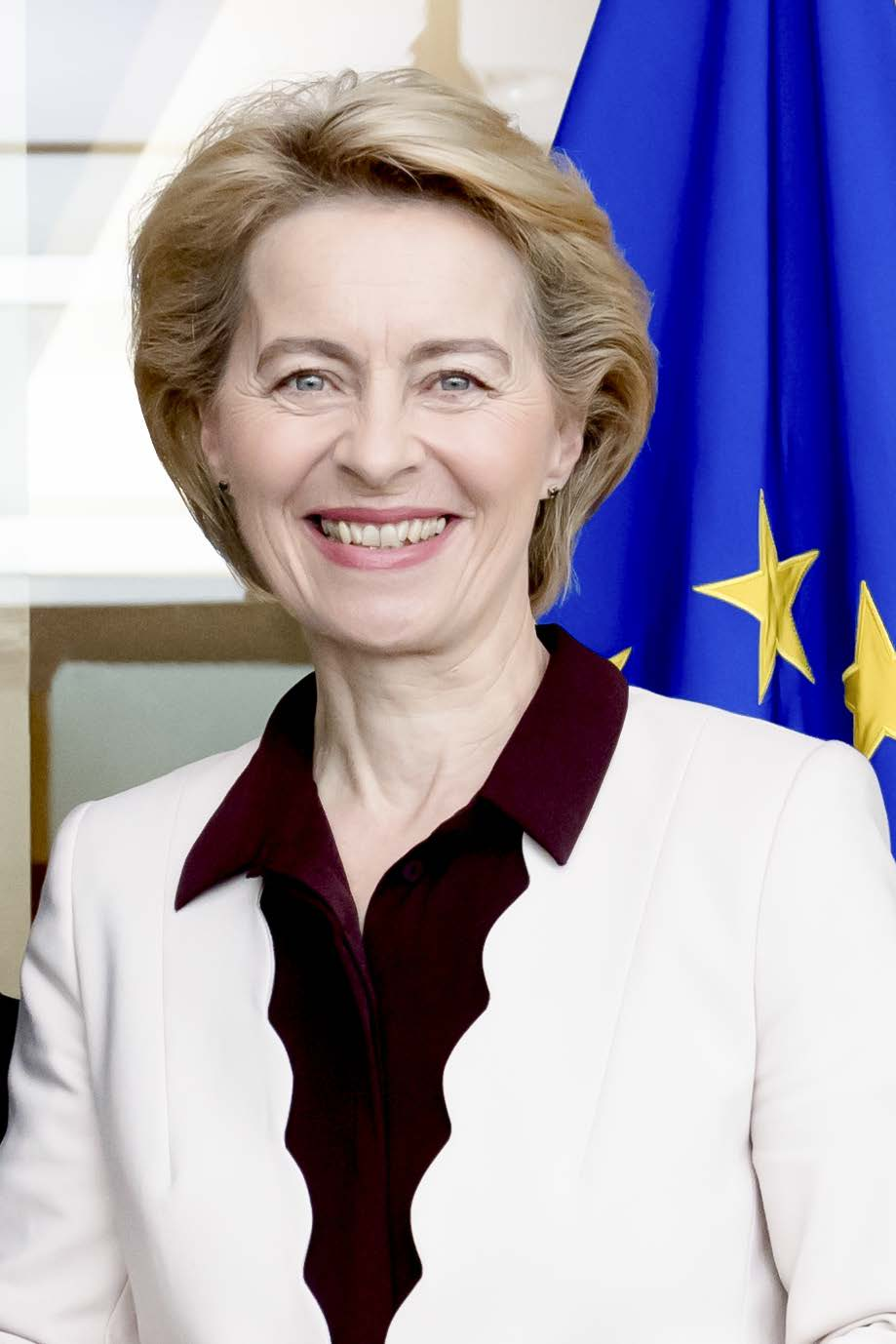
' Ursula von der Leyen, Presidente della Commissione

- Giappone
Yoshihide Suga,
 Primo ministro
- Arabia Saudita
Mohammad bin Salman,
Principe della Corona
- Argentina
Alberto Fernández,
 Presidente
- Australia
Scott Morrison,
 Primo ministro
- Brasile
Jair Bolsonaro,
Presidente
- Canada
Justin Trudeau,
 Primo ministro
- Cina
Xi Jinping,
 Presidente
- Francia
Emmanuel Macron, Presidente
- Germania
Angela Merkel,
 Cancelliera
- India
Narendra Modi,
 Primo ministro
- Indonesia
Joko Widodo,
 Presidente
- Italia
Giuseppe Conte, 
Presidente del Consiglio
- Messico
Andrés Manuel López Obrador,
 Presidente
- Regno Unito
 Boris Johnson,
Primo ministro
- Russia
Vladimir Putin,
 Presidente
- Stati Uniti
Donald Trump, Presidente
- Sudafrica
Cyril Ramaphosa,
 Presidente
- Turchia
Recep Tayyip Erdoğan,
 Presidente
- Unione europea
Charles Michel,
 Presidente del Consiglio europeo
- Unione europea
Ursula von der Leyen,
 Presidente della Commissione

### Leader invitati

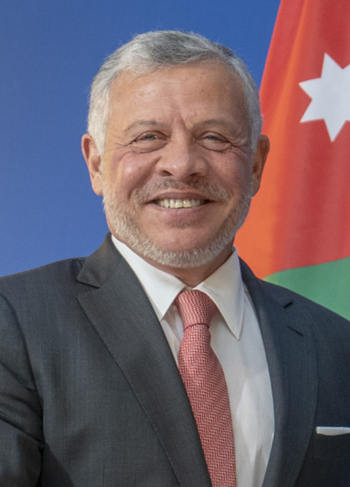
JOR Abd Allah II di Giordania, Re
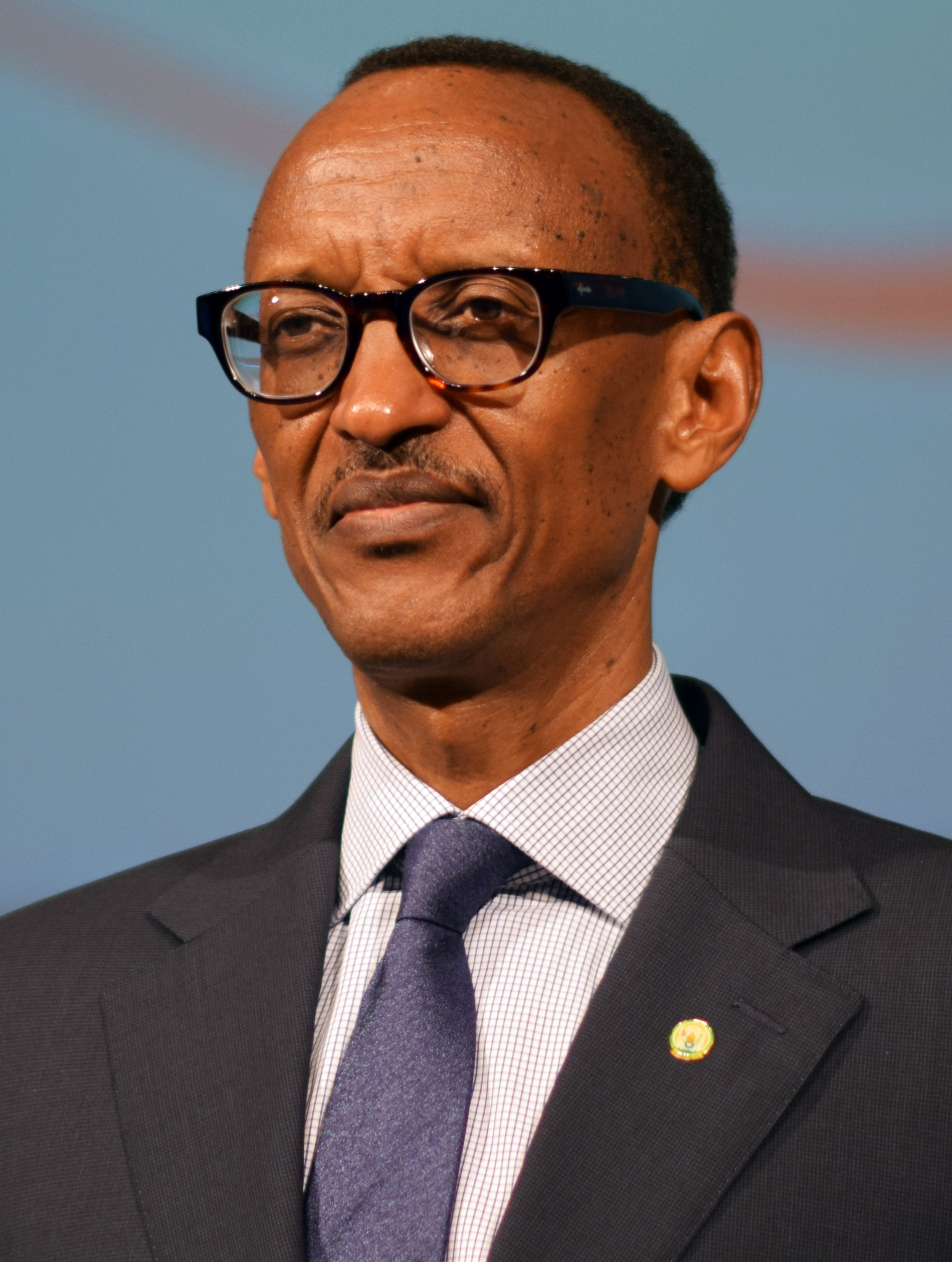
RWA Paul Kagame, Presidente
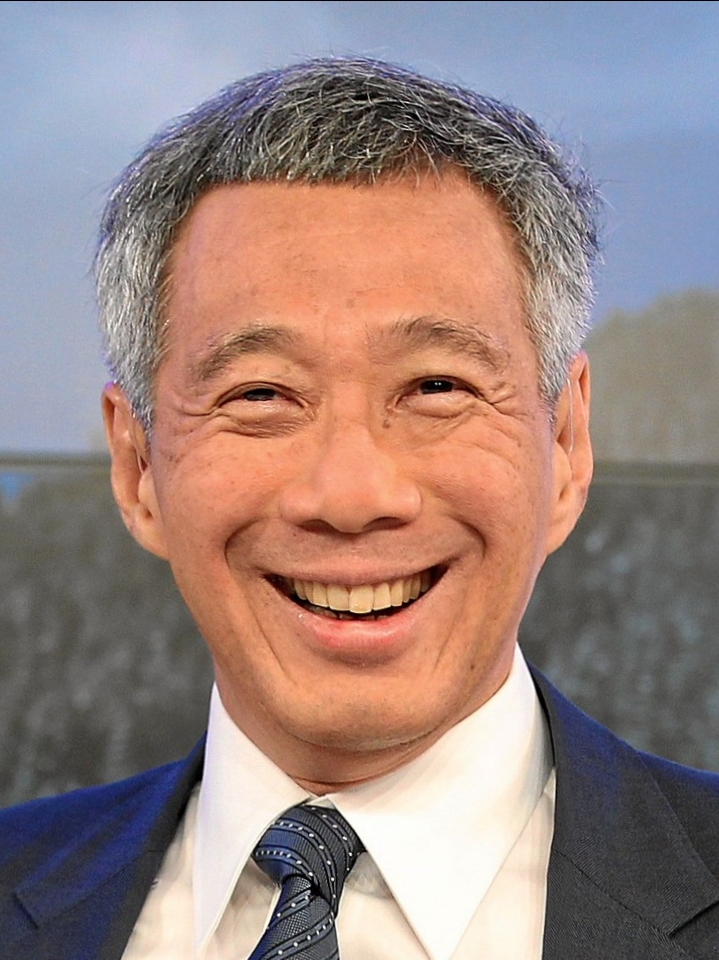
SGP Lee Hsien Loong, Primo ministro
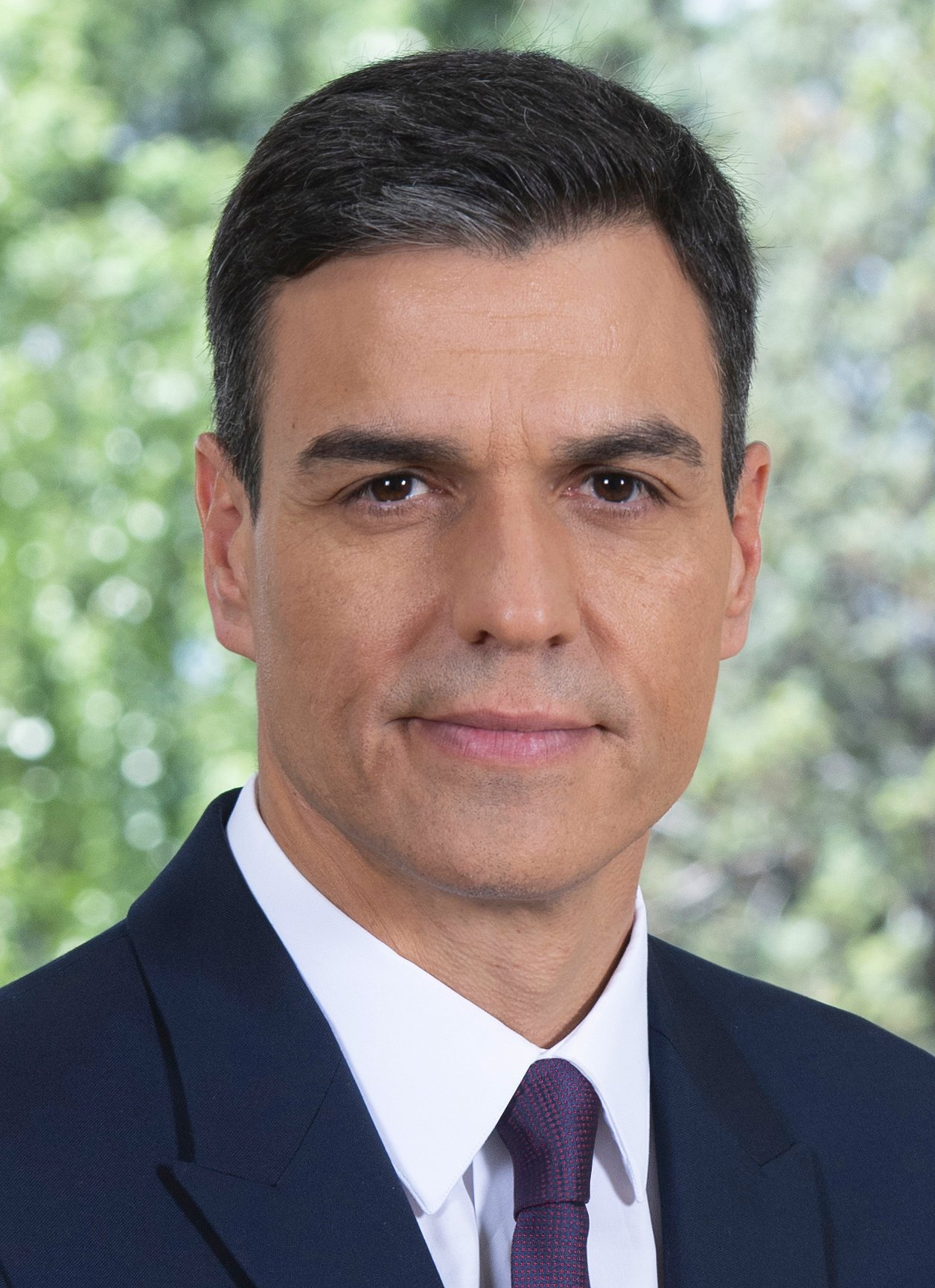
ESP Pedro Sánchez, Presidente del Governo, Ospite permanente
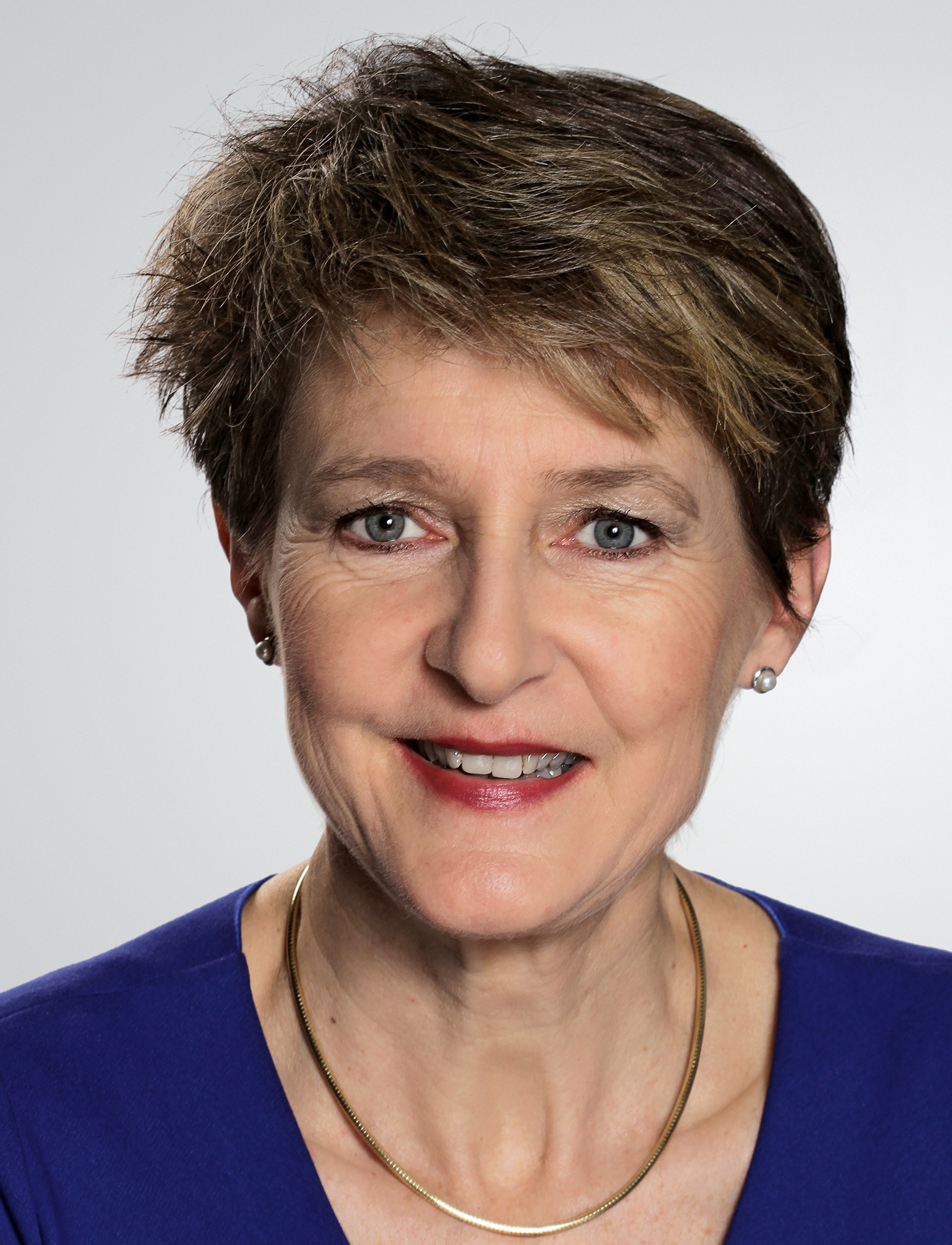
CHE Simonetta Sommaruga, Presidente
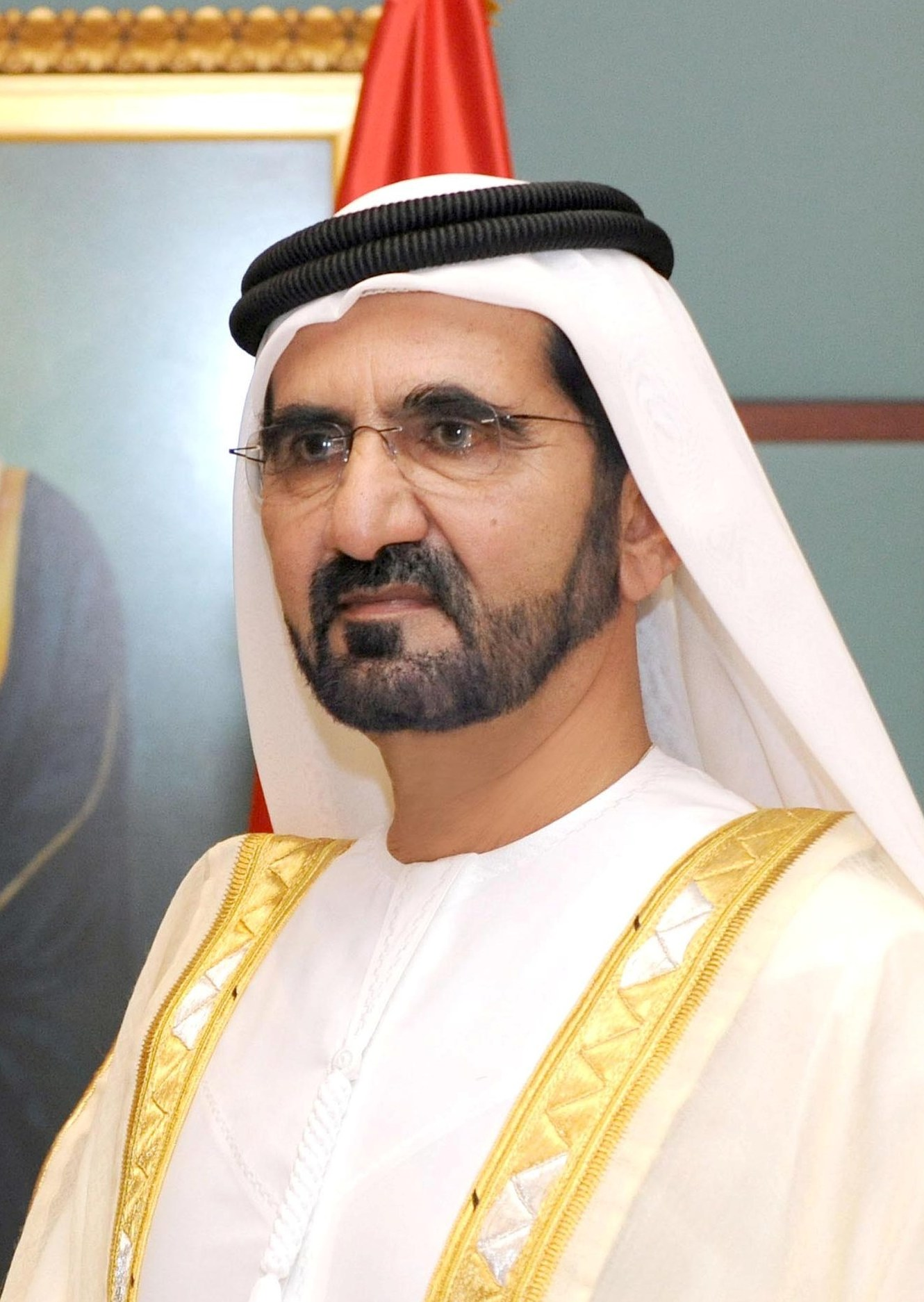
ARE Mohammed bin Rashid Al Maktum, Vicepresidente e Primo Ministro
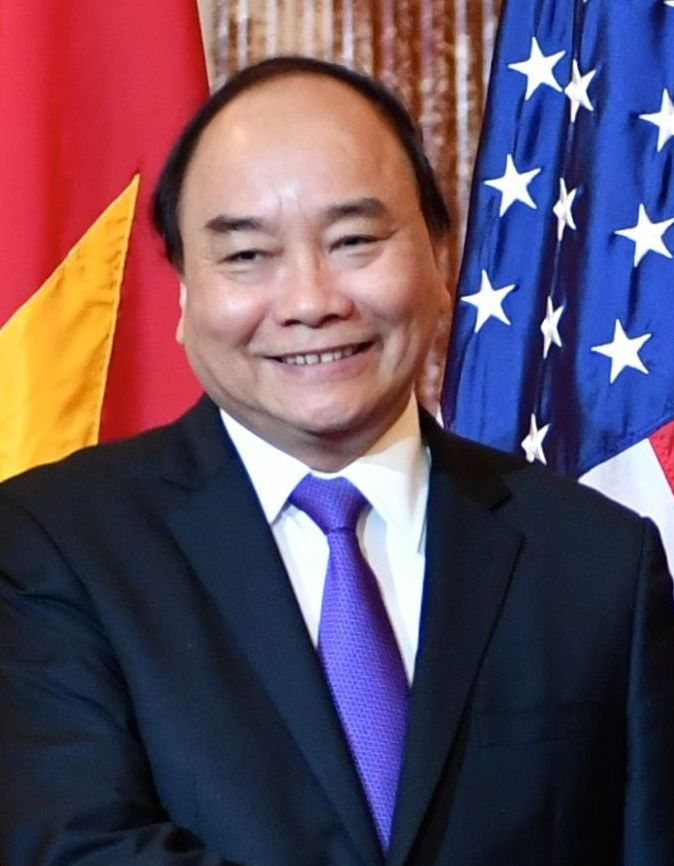
VNM Nguyễn Xuân Phúc, Primo ministro

- Giordania
Abd Allah II di Giordania, 
Re
- Ruanda
Paul Kagame,
 Presidente[1]
- Singapore
Lee Hsien Loong,
 Primo ministro
- Spagna
Pedro Sánchez,
 Presidente del Governo, Ospite permanente
- Svizzera
Simonetta Sommaruga, 
Presidente
- Emirati Arabi Uniti
Mohammed bin Rashid Al Maktum,
Vicepresidente e Primo Ministro[2]
- Vietnam
Nguyễn Xuân Phúc,
 Primo ministro[3]